# Claudio Circhetta
Claudio Circhetta est un arbitre suisse de football né le 18 novembre 1970 à Muttenz.
Il a arbitré plusieurs matchs en Ligue des Champions et en Ligue Europa.